# Marca temporal
Uma marca temporal, estampa de tempo ou timestamp é uma cadeia de caracteres denotando a hora ou data que certo evento ocorreu. A cadeia é geralmente apresentada num formato consistente, permitindo fácil comparação entre duas marcas temporais distintas.
Elas são padronizadas pela Organização Internacional para Padronização (ISO) através da ISO 8601.

## Uso
Marcas temporais são geralmente usadas em logs de dados, em que cada evento do log possui uma marca temporal. Em sistemas de arquivos, as marcas temporais são usadas para armazenar hora e data da criação e última modificação do arquivo. Entre protocolos, o ICMP define duas mensagens de controle que informam marcas temporais para permitir a sincronização. Já em Unix, existe uma marca temporal importante que define o início da Era Unix, "1970-01-01 00:00:00 UTC", usada como referência no cálculo de tempo dessa plataforma. Para sistemas que armazenam essa informação num inteiro de 32 bits, há o problema do ano 2038.
Cada sistema faz uso duma precisão específica em marcas temporais. No campo de bancos de dados, alguns sistemas gerenciadores armazenam marcas temporais com alta precisão, em frações menores que segundos, uma característica importante em caso de acesso concorrente dos dados. Por outro lado, marcas temporais também são usadas por câmeras fotográficas e de vídeo, mas a precisão geralmente se limita somente aos minutos.
Outra característica relevante das marcas temporais é a presença do fuso horário, ou a diferença em relação a UTC, quando diferentes fusos horários devem interagir.

## Exemplos
Exemplos de marcas temporais incluem "2005-10-30 T 10:45 UTC" e "Sat Jul 23 02:16:57 2005".